# Eguchipsammia wellsi
Eguchipsammia wellsi is een rifkoralensoort uit de familie van de Dendrophylliidae. De wetenschappelijke naam van de soort is voor het eerst geldig gepubliceerd in 1968 door Eguchi.